# إيرل دوجلاس
إيرل دوجلاس (بالإنجليزية: Earl Douglass)‏ هو جيولوجي أمريكي، ولد في 18 أكتوبر 1862 في ميدفورد في الولايات المتحدة، وتوفي في 13 يناير 1931 في سولت ليك في الولايات المتحدة.

## وصلات خارجية
- إيرل دوجلاس على موقع الموسوعة البريطانية (الإنجليزية)